# Zlata Šufflay
Zlata Sufflay (Donje Jesenje, 1873. augusztus 15. – Zágráb, 1956. június 24.), horvát tanár és népművészeti textilszakértő, a lepoglavai és a népi szakrális csipkeverés kutatója és népszerűsítője. Az első ismert csipketervező, a csipkeverés oktatásának első szervezője.

## Élete
1873. augusztus 15-én született Aurelija Štefanija Šufflay néven Donji Jesenjében. Apja Augustin Šufflay, egy nemesi származású szamobori kalapos fia volt, aki feleségül vette a német származású nemesasszonyt, Franciska Welle von Vornsternt. Szülei mindketten tanárok voltak, és a család a szülők munkájának jellegéből adódóan gyakran költözött. Zlata Donji Jesenjében született, míg öccse Milan, Lepoglavában látta meg a napvilágot.
Zlata Šufflay az elemi iskolát Varasdon, az orsolyita nővéreknél végezte, majd 1890-ben Zágrábba, az irgalmas nővérek iskolájába került, ahol 1893-ig elsajátította többek között a kézművesség alapjait, így a csipkeverést is, mely különösen testvére szülővárosában, Lepoglavában virágzott. Ez a horvát oktatási reform korszaka volt, amelyben rendkívül fontos szerepe volt Izidor Kršnjavinak, az akkori vallási és közoktatási miniszternek (1891-1896), aki szakképzési programok segítségével, különösen a kézművesség és a nemzetgazdaság terén szervezett tanfolyamokat az általános iskolákban. A tanulók így szerzett tudása és készségei lehetővé tették számukra, hogy sok szegény család jövedelemhez jusson, a lányok pedig hozományt szerezhessenek.
Zlata Šufflay tanári pályafutását a zagorska selai iskolában kezdte, ahol mindössze egy évig maradt. A lepoglavai elemi iskola csipkeverő tanfolyamának beindítása után, amelyet az első két évben Viktorija Pajer vezetett, 1894-ben Zlata Šufflay vette át a tanfolyam vezetését. Kezdetben az idrijai csipkeverés alapjaira tanította tanítványait, az általános iskola negyedik és ötödik osztályos diákjait, de idősebb lányokat, asszonyokat is, majd idővel saját tervezésű, népi technikákat is bevezetett. Itt sem sokáig maradt, mert 1897-ben (az iskola vezetőjével való nézeteltérések miatt) otthagyta az vezetői posztot, majd a tanfolyamot 1900-ban meg is szüntették. Miután elhagyta Lepoglavát, új állást talált Varasdfürdőn, ahol folytatta a tanítást és a kézművesség népszerűsítését. Itt tizenhat évig, egészen 1913-ig vezette a csipkeverő tanfolyamot. Ekkor a Zágrábi Képző- és Iparművészeti Múzeumba ment, amely akkor a Szakmunkásképző Iskola keretében működött. Kezdetben külön megbízás nélkül dolgozott, majd 1920-ban kinevezték textilművészeti asszisztensnek
1925-ben nyugdíjba vonult, de a csipkék népszerűsítésével és a csipkekészítéssel kapcsolatos munkája nem állt meg. Ugyanebben az évben, a Horvát királyság megalapításának ezredik évfordulója alkalmából nemzeti motívumú templomi csipkék vázlatait készítette el, a párizsi nemzetközi kiállításon pedig „Lepeza” csipkéje ezüstérmet kapott. Hat évvel később, 1931-ben bekapcsolódott a Kamenita vratai Istenanya kegyképe kétszázadik évfordulójának előkészületeibe. Erre az alkalomra ő tervezte a népi motívumokkal díszített csipketerítőket. Akarata ellenére, hogy terveit az irgalmas nővérek a templomi ruhakészítő műhelyében valósítsák meg, a terítőket végül a ljubljanai csipkeverő iskolában készítették el. Támogatta csipkeverő iskola létrehozását Lepoglavában és Varasdfürdőn (ez utóbbit nemzeti-szakrális irányzatú iskolának képzelte). Ennek érdekében fordult a zágrábi érsekhez, Alojzije Stepinac bíboroshoz, aki támogatta őt ebben. A világháború és az azt követő kedvezőtlen politikai körülmények azonban meghiúsították terveit. Élete hátralévő részében az irgalmas nővérek gondjaira bízta magát, akik utolsó napjaiig gondoskodtak róla.

## Munkássága
Intenzíven foglalkozott tudományos kutatásokkal (főként Lepoglavára járt kutatni), a csipkeverés újjáélesztésén, valamint a csipkék osztályozásán és katalogizálásán dolgozott. Jelentős hatást gyakorolt munkásságára Antun Radić horvát etnográfus. Az ő hatására tanulmányozta a népi terminológiát (amivel szemben Radićnak jelentős kifogásai voltak), motívumokat és hímzéseket, csipketerveket és csipkemintákat készített, ragaszkodott a népi motívumok használatához (kritizálta a divatot, a dizájnokat és az import csipkét) és remélte, hogy Lepoglavából egy napon „horvát Brüsszel” lesz.
Különféle álneveket használva (amelyek közül néhányat személyes levelezésében is használt) írásai is megjelentek. Cikkeket írt újságokba (Jutarnji list, Nedjelja) és folyóiratokba (Euharistijski glasnik, Glasnik Srca Isusova, Glasnik sv. Franje, Nedelja stb.). Többek között írt a lepoglavai csipkeverésről és annak három korszakra osztásáról: a csipkeverő tanfolyam előtt (1892-ig), alatt (1892-1900) és utána (1900-1920). Leghíresebb munkája a „Hrvatska narodna čipka u domu i na oltaru” (Horvát népi csipke otthon és az oltáron), amelyet az első olyan horvát szakkönyvnek tartanak az általános és horvát csipkekészítés történetéről, amely a batikolt csipke eredeti terveit és mintáit mutatja be.

## Fő művei
- Hrvatska narodna čipka u domu i na oltaru: La Dentelle Nationale Croate en Famille et à L’autel, vl. naklada, Sveučilišna tiskara. Bécs, 1918. (kétnyelvű, horvát-francia kiadvány)
- Čipke biskupskih albi katedralne riznice u Zagrebu. Jutarnji list, 22. siječnja 1928.
- Katalog čipaka i čipkarskih radnja. Muzej za umjetnost i umjetnički obrt u Zagrebu, (kéziratban a múzeum levéltárában)[9]

## Díjai
A párizsi „Exposition internationale des Arts décoratifs et industriels modernes” ezüstmedálja. (1925)

## Fordítás
Ez a szócikk részben vagy egészben  a   Zlata Šufflay című horvát Wikipédia-szócikk ezen változatának fordításán alapul.  Az eredeti cikk szerkesztőit annak laptörténete sorolja fel. Ez a jelzés csupán a megfogalmazás eredetét és a szerzői jogokat jelzi, nem szolgál a cikkben szereplő információk forrásmegjelöléseként.